# 柏崎市立図書館
柏崎市立図書館（かしわざきしりつとしょかん、愛称：ソフィアセンター）は、新潟県柏崎市にある公共図書館である。
1905年（明治38年）に私立柏崎図書館として創設された。1996年、刈羽郡総合病院の跡地に新館が建設され、移転開館した。

## 周辺
- 新潟県立柏崎高等学校
- 新潟県立柏崎工業高等学校
- 柏崎市陸上競技場
- フォンジェ